# Cuapinolito
Cuapinolito är en ort i Mexiko.   Den ligger i kommunen Santa María Huatulco och delstaten Oaxaca, i den sydöstra delen av landet, 500 km sydost om huvudstaden Mexico City. Cuapinolito ligger 214 meter över havet och antalet invånare är 1 259.
Terrängen runt Cuapinolito är kuperad norrut, men söderut är den platt. Runt Cuapinolito är det ganska tätbefolkat, med 60 invånare per kvadratkilometer. Närmaste större samhälle är Santa María Huatulco, 1,2 km norr om Cuapinolito. I omgivningarna runt Cuapinolito växer huvudsakligen savannskog.